# ニチアサキッズタイム
『ニチアサキッズタイム』は、テレビ朝日系列で放送されていた、子供向け番組（アニメや特撮のヒーローもの）の放送時間帯に付けられた愛称。ゾーンタイトルとしては2007年3月4日から2011年冬の改編期まで使用されていた。2017年10月1日以後も日曜8:30 - 10:00の3枠を括る意味合いで「ニチアサ」の略称が使われている。

## 概要
名古屋テレビ制作日曜朝7時枠のアニメ・スーパー戦隊シリーズ・仮面ライダーシリーズ・プリキュアシリーズの4枠のコンプレックス形式による放送枠である。
本枠の開始以前より、スーパー戦隊シリーズと仮面ライダーシリーズのコンプレックスとして設定されていた「スーパーヒーロータイム」も、本枠に包含される形を取って継続していた。名付け親は、東映アニメーションの鷲尾天プロデューサーで、名称の通り「日曜日の朝の子供（=英語で子供を意味するキッズ〈KIDS〉）向け番組の時間帯」の番組群を指す。ゾーン名として使われなくなった2012年以降も、各シリーズのファンの間や一部媒体では主にANN系列のこの時間帯（8:30 - 10:00）を指す言葉として『ニチアサ』の名が使われ続けている。
前述の通り、これら4番組が「ニチアサキッズタイム」として放送されたのは2007年 - 2011年の4年間のみであるが、番組編成としては本枠成立以前の2004年冬のプリキュアシリーズ開始から、本枠解消後の2017年秋の『サンデーLIVE!!』開始までの13年半にわたって、同一の編成で放送され続けた。
前身番組も含めれば、事実上の本枠の成立は『Bビーダマン爆外伝』が日曜7時台前半に移動した1998年4月までさかのぼる（当時は日曜8時台前半の東映制作特撮枠はメタルヒーローシリーズ最終作の『テツワン探偵ロボタック』、朝日放送制作日曜8時台後半のアニメは『夢のクレヨン王国』）。当時スーパー戦隊シリーズなどを担当していたテレビ朝日プロデューサーの太田賢司は、これは子供たちの生活スタイルの変化に合わせて検討したものであるといい、7時台の2枠の移動により8時台への大きな流れができ良い効果を生んだと述べている。
新聞などの番組表ではコンプレックス形式を取っていない時期と同じく、4番組個別に掲載されていた。

## 放送開始からの歴代番組
放送開始および終了時期にばらつきがあるものの、各番組とも原則として1年間の放送体制、および毎年1月下旬から2月中旬を改編の基準時期としていたが、2008年よりメ〜テレ制作のバトルスピリッツシリーズが、2009年より仮面ライダーシリーズがそれぞれ改編時期を9月に変更するようになった。ただし同じ週に放送終了・開始となるのではなく、1 - 2週間ほどのずれがあった。またスポーツ中継が入る場合や年末年始には、番組枠が休止・短縮されるケースがあった。
| 期間      | 期間      | 7:00 メ〜テレのアニメ枠                                                               | 7:30 スーパー戦隊シリーズ （スーパーヒーロータイム第1部）  | 8:00 仮面ライダーシリーズ （スーパーヒーロータイム第2部） | 8:30 朝日放送のプリキュアシリーズ                            |
| --------- | --------- | ------------------------------------------------------------------------------------- | ---------------------------------------------------------- | --------------------------------------------------------- | ------------------------------------------------------------ |
| 2007年3月 | 2008年1月 | 古代王者 恐竜キング Dキッズ・アドベンチャー 2007年2月4日開始 2008年1月27日終了        | 獣拳戦隊ゲキレンジャー 2007年2月18日開始 2008年2月10日終了 | 仮面ライダー電王 2007年1月28日開始 2008年1月20日終了      | Yes!プリキュア5 2007年2月4日開始 2008年1月27日終了           |
| 2008年1月 | 2008年2月 | 古代王者 恐竜キング Dキッズ・アドベンチャー 2007年2月4日開始 2008年1月27日終了        | 獣拳戦隊ゲキレンジャー 2007年2月18日開始 2008年2月10日終了 | 仮面ライダーキバ 2008年1月27日開始 2009年1月18日終了      | Yes!プリキュア5 2007年2月4日開始 2008年1月27日終了           |
| 2008年2月 | 2008年8月 | 古代王者 恐竜キング Dキッズ・アドベンチャー 翼竜伝説 2008年2月3日開始 同年8月31日終了 | 炎神戦隊ゴーオンジャー 2008年2月17日開始 2009年2月8日終了  | 仮面ライダーキバ 2008年1月27日開始 2009年1月18日終了      | Yes!プリキュア5GoGo! 2008年2月3日開始 2009年1月25日終了      |
| 2008年9月 | 2009年1月 | バトルスピリッツ 少年突破バシン 2008年9月7日開始 2009年9月6日終了                     | 炎神戦隊ゴーオンジャー 2008年2月17日開始 2009年2月8日終了  | 仮面ライダーキバ 2008年1月27日開始 2009年1月18日終了      | Yes!プリキュア5GoGo! 2008年2月3日開始 2009年1月25日終了      |
| 2009年1月 | 2009年2月 | バトルスピリッツ 少年突破バシン 2008年9月7日開始 2009年9月6日終了                     | 炎神戦隊ゴーオンジャー 2008年2月17日開始 2009年2月8日終了  | 仮面ライダーディケイド 2009年1月25日開始 同年8月30日終了  | Yes!プリキュア5GoGo! 2008年2月3日開始 2009年1月25日終了      |
| 2009年2月 | 2009年8月 | バトルスピリッツ 少年突破バシン 2008年9月7日開始 2009年9月6日終了                     | 侍戦隊シンケンジャー 2009年2月15日開始 2010年2月7日終了    | 仮面ライダーディケイド 2009年1月25日開始 同年8月30日終了  | フレッシュプリキュア! 2009年2月1日開始 2010年1月31日終了     |
| 2009年9月 | 2010年2月 | バトルスピリッツ 少年激覇ダン 2009年9月13日開始 2010年9月5日終了                      | 侍戦隊シンケンジャー 2009年2月15日開始 2010年2月7日終了    | 仮面ライダーW 2009年9月6日開始 2010年8月29日終了          | フレッシュプリキュア! 2009年2月1日開始 2010年1月31日終了     |
| 2010年2月 | 2010年8月 | バトルスピリッツ 少年激覇ダン 2009年9月13日開始 2010年9月5日終了                      | 天装戦隊ゴセイジャー 2010年2月14日開始 2011年2月6日終了    | 仮面ライダーW 2009年9月6日開始 2010年8月29日終了          | ハートキャッチプリキュア! 2010年2月7日開始 2011年1月30日終了 |
| 2010年9月 | 2011年1月 | バトルスピリッツ ブレイヴ 2010年9月12日開始 2011年9月11日終了                         | 天装戦隊ゴセイジャー 2010年2月14日開始 2011年2月6日終了    | 仮面ライダーオーズ/OOO 2010年9月5日開始 2011年8月28日終了 | ハートキャッチプリキュア! 2010年2月7日開始 2011年1月30日終了 |

## 歴史
ANNフルネット局に限る。

### 前史
1984年10月7日
『とんがり帽子のメモル』が日曜8:30 - 9:00に移動し、朝日放送制作によるテレビアニメ枠が成立。
1989年4月2日
メタルヒーローシリーズ（当時は『機動刑事ジバン』）が日曜8:00 - 8:30に移動し、東映制作の特撮テレビドラマ枠となる。
1997年4月6日
スーパー戦隊シリーズ（当時は『電磁戦隊メガレンジャー』）が日曜7:30 - 8:00に移動し、東映制作の特撮テレビドラマ枠が連続する形となる。
1998年4月5日
『Bビーダマン爆外伝』が日曜7:00 - 7:30に移動し、名古屋テレビ制作によるテレビアニメ枠が成立。これにより日曜7:00 - 9:00が子供向け番組で連続する形となり、ニチアサキッズタイムの原型が完成する。
2000年1月30日
日曜8:00 - 8:30の東映制作特撮テレビドラマ枠で仮面ライダーシリーズ（『仮面ライダークウガ』から『仮面ライダージオウ』までは平成仮面ライダーシリーズ、『仮面ライダーゼロワン』からは令和仮面ライダー）が放送開始。
2003年9月28日
スーパー戦隊シリーズと仮面ライダーシリーズの2枠が、『スーパーヒーロータイム』としてコンプレックス編成となる。
2004年2月1日
日曜8:30 - 9:00の朝日放送制作テレビアニメ枠でプリキュアシリーズ（第1作は『ふたりはプリキュア』）が放送開始。ニチアサキッズタイム当時と同様の番組編成となる。

### ニチアサキッズタイム成立後
2007年3月4日
『スーパーヒーロータイム』枠を含めた日曜7:00 - 9:00の2時間を『ニチアサキッズタイム』として設定、これにより『スーパーヒーロータイム』が「コンプレックスのコンプレックス」として位置づけられるようになった。同時にメ〜テレ制作のテレビアニメの広告代理店も、従前の東急エージェンシーからADKに変更され、東映傘下の東映エージエンシーが広告代理店として参加している「スーパー戦隊シリーズ」を除く3作品にADKが関わる形となると共に、本枠の4番組全てのハイビジョン放送化が完了した。
- 2007年2月3日、2008年2月2日の朝日新聞夕刊（東京版）にニチアサキッズタイムの広告が掲載された。

2008年2月3日
スーパーヒーロータイム枠の2番組が、地上デジタル放送で番組連動データ放送を開始。
- スーパーヒーロータイムとしてデータ放送を実施していたので、データ放送の内容は2番組とも同じ内容による番組視聴の出席簿方式としたが、夏の高校野球期間中に仮面ライダーシリーズが遅れネットとなる朝日放送では、両番組ともデータ放送のネットを見送った。

2009年4月5日
これまで地元スポンサー（山形経済同友会）の関係で『提言の広場』（ローカル番組）を優先し、仮面ライダーシリーズを遅れネットとしていた山形テレビと、同じく地元スポンサー（エンチョー）の関係で『エンジョイDIY』（ローカル番組）を優先し、スーパー戦隊シリーズ・仮面ライダーシリーズを遅れネットとしていた静岡朝日テレビが、ローカル番組の枠移動により同時ネット化。これに伴い4番組全てのANNフルネット24局全局同時ネット化が完了した。
2010年2月7日
同日放送開始の『ハートキャッチプリキュア!』第1話より、番組連動データ放送が導入されたほか、スーパーヒーロータイムも含むニチアサキッズタイムの4番組が全てレターボックス放送に移行した。
2010年9月5日
『仮面ライダーオーズ/OOO』の放送開始日の9月5日放送分から、番組連動データ放送が番組毎の連動データ放送に変更。またその翌週から放送開始した『バトルスピリッツ ブレイヴ』でも番組連動データ放送を開始し、『ハートキャッチプリキュア!』を含む3番組は各番組毎に独立した連動データ放送が導入された。『天装戦隊ゴセイジャー』のデータ放送は最終回まで出席簿方式が継続されている。

### ニチアサキッズタイム解消後
2011年1月30日
『ハートキャッチプリキュア!』の終了に伴い、ニチアサキッズタイムとしての編成は解消（スーパーヒーロータイムは引き続き継続）。
2011年4月3日
直前の日曜6:30 - 7:00の時間帯に東映アニメーション制作のテレビアニメ（第1作は『デジモンクロスウォーズ 〜悪のデスジェネラルと七つの王国〜』（第2期））が放送されるようになり、2016年春の改編期まで日曜6:30 - 9:00で子供向け番組が連続する編成となった。
2017年10月1日
情報番組『サンデーLIVE!!』（日曜5:50 - 8:30）の放送開始に伴い、メ〜テレ制作のテレビアニメ枠は『ヘボット!』を最終作品として終了。スーパーヒーロータイムはプリキュアシリーズの直後の日曜9:00 - 10:00に移動し、前半を仮面ライダーシリーズ、後半をスーパー戦隊シリーズに入れ替える形での編成となった。これに伴いこれら3番組は従来と放送順序が逆になり、日曜8:30 - 10:00がテレビ朝日系列の日曜朝の子供向け番組ゾーンとなった。

## ニチアサキッズ合体スペシャル
通常の放送でも、テレ朝担当枠の「スーパーヒーロータイム」の枠では合同のオープニング・エンディングが存在するが、年に数回、参加4番組合同のオープニング・エンディングを使った連合企画「合体スペシャル」が行われていた。
4番組合同でのプレゼント企画を行う際には『ニチアサキッズ合体スペシャル』と銘うち（EPGなどもスペシャル名義になる）各番組のオープニングまたはエンディングに、他の3番組の主要キャラクターが登場していた。実施日程は以下の通り（2007年は「ニチアサキッズタイム合同プレゼント」名義）。
1. 2007年4月8日
2. 2007年10月7日
3. 2008年4月6日
4. 2008年10月12日
5. 2009年4月12日
6. 2009年10月4日
7. 2010年1月3日（新春・お年玉プレゼント大会）
8. 2010年4月11日（春のこども祭りスペシャル）
9. 2010年10月3日（秋のこども祭りスペシャル）

2008年10月実施分までは、当時一部番組が遅れネットだった山形テレビと静岡朝日テレビは対象から外され、ANN系列局不在地域での遅れネットおよびDVDソフト収録用と同じ各番組の通常版のオープニング・エンディングの裏送りが行われていた。なお、2009年春の第5回大会からは司会者を入れている。司会は2004年入社の同期で第5・6回の両大会を佐々木亮太と堂真理子の両アナウンサーが担当して第7回大会以降は堂が単独で司会進行していた。
ニチアサキッズタイム終了後も、2013年5月26日・6月2日・6月9日には日曜6時台後半のテレビアニメ（『聖闘士星矢Ω』）も含めた「5番組合同早起きプレゼント」と題して、合同キャンペーンが実施された。

## ネット局

### ANNフルネット局
| 放送地域       | 放送局           | 放送時間         | 系列           | 備考 |
| -------------- | ---------------- | ---------------- | -------------- | --- |
| 関東広域圏     | テレビ朝日       | 日曜 7:00 - 9:00 | テレビ朝日系列 | スーパー戦隊シリーズ・仮面ライダーシリーズ制作局 |
| 中京広域圏     | メ〜テレ         | 日曜 7:00 - 9:00 | テレビ朝日系列 | 7:00 - 7:30枠アニメ制作局 |
| 近畿広域圏     | 朝日放送         | 日曜 7:00 - 9:00 | テレビ朝日系列 | プリキュアシリーズ制作局 以前は「スーパーヒーロータイム」枠のデータ放送を実施していなかった 毎年8月は高校野球中継のため、仮面ライダーシリーズは遅れネット （自社制作の、プリキュアシリーズは自社でのみ後日に臨時枠移動のうえ、ネット局では通常の放送日時に裏送り先行ネット） |
| 北海道         | 北海道テレビ     | 日曜 7:00 - 9:00 | テレビ朝日系列 | |
| 青森県         | 青森朝日放送     | 日曜 7:00 - 9:00 | テレビ朝日系列 | |
| 岩手県         | 岩手朝日テレビ   | 日曜 7:00 - 9:00 | テレビ朝日系列 | |
| 宮城県         | 東日本放送       | 日曜 7:00 - 9:00 | テレビ朝日系列 | |
| 秋田県         | 秋田朝日放送     | 日曜 7:00 - 9:00 | テレビ朝日系列 | |
| 山形県         | 山形テレビ       | 日曜 7:00 - 9:00 | テレビ朝日系列 | |
| 福島県         | 福島放送         | 日曜 7:00 - 9:00 | テレビ朝日系列 | |
| 新潟県         | 新潟テレビ21     | 日曜 7:00 - 9:00 | テレビ朝日系列 | |
| 長野県         | 長野朝日放送     | 日曜 7:00 - 9:00 | テレビ朝日系列 | |
| 静岡県         | 静岡朝日テレビ   | 日曜 7:00 - 9:00 | テレビ朝日系列 | |
| 石川県         | 北陸朝日放送     | 日曜 7:00 - 9:00 | テレビ朝日系列 | |
| 広島県         | 広島ホームテレビ | 日曜 7:00 - 9:00 | テレビ朝日系列 | 2017年まで8月6日が日曜日に該当する場合、広島平和記念式典中継のため仮面ライダーシリーズは後日に遅れネット（『仮面ライダークウガ』、『仮面ライダーカブト』、『仮面ライダーエグゼイド』が該当）                                                                                 |
| 山口県         | 山口朝日放送     | 日曜 7:00 - 9:00 | テレビ朝日系列 | |
| 香川県・岡山県 | 瀬戸内海放送     | 日曜 7:00 - 9:00 | テレビ朝日系列 | |
| 愛媛県         | 愛媛朝日テレビ   | 日曜 7:00 - 9:00 | テレビ朝日系列 | |
| 福岡県         | 九州朝日放送     | 日曜 7:00 - 9:00 | テレビ朝日系列 | |
| 長崎県         | 長崎文化放送     | 日曜 7:00 - 9:00 | テレビ朝日系列 | |
| 熊本県         | 熊本朝日放送     | 日曜 7:00 - 9:00 | テレビ朝日系列 | |
| 大分県         | 大分朝日放送     | 日曜 7:00 - 9:00 | テレビ朝日系列 | |
| 鹿児島県       | 鹿児島放送       | 日曜 7:00 - 9:00 | テレビ朝日系列 | |
| 沖縄県         | 琉球朝日放送     | 日曜 7:00 - 9:00 | テレビ朝日系列 | |

### ネット局に関する備考
朝日放送では『全国高校野球選手権大会中継』を放送する時間の番組については、放送日時の変更が行われ、中でも自社制作の「プリキュアシリーズ」は自社でのみ臨時枠移動となり、他のネット局全局では通常の放送日時に先行裏送りネットを実施していた。また、第1試合出場校の地元系列局も同様の対応を取ることがあった。よって試合開始が8:00でなおかつ予定通り行われる場合、朝日放送での本枠の通常放送はスーパー戦隊シリーズまでとされていた。
メ〜テレ制作枠では『古代王者恐竜キング』はフルネット局以外で唯一福井放送（日本テレビ系列とのクロスネット）で放送されていたが『バトルスピリッツ』シリーズからはANNフルネット局24局のみの放送となっていた。